# Tetralicia
Tetralicia is een geslacht van halfvleugeligen (Hemiptera) uit de familie witte vliegen (Aleyrodidae), onderfamilie Aleyrodinae.
De wetenschappelijke naam van dit geslacht is voor het eerst geldig gepubliceerd door Harrison in 1917. De typesoort is Tetralicia ericae.

## Soorten
Tetralicia omvat de volgende soorten:
- Tetralicia debarroi Martin & Carver in Martin, 1999
- Tetralicia erianthi Danzig, 1969
- Tetralicia ericae Harrison, 1917
- Tetralicia graminicola Bink-Moenen, 1983
- Tetralicia iberiaca Bink-Moenen, 1989
- Tetralicia tuberculata Bink-Moenen, 1983